# 1959-es bajnokcsapatok Európa-kupája-döntő
Az 1958–1959-es bajnokcsapatok Európa-kupája (BEK) döntőjét 1959. június 3-án rendezték a stuttgarti Neckarstadionban. Az összecsapást a címvédő Real Madrid nyerte, miután Enrique Mateos és Alfredo Di Stéfano góljaival 2–0-ra legyőzte a francia Stade Reims együttesét.

## Mérkőzésadatok
| 1959. június 3. |

| Real Madrid              | 2–0   | Stade de Reims |
| ------------------------ | ----- | -------------- |
| Mateos 2' Di Stéfano 47' | (1–0) |                |

| Neckarstadion, Stuttgart Nézőszám: 80 000 Játékvezető: Dusch (NSZK) |

| Real Madrid | Stade de Reims |

| REAL MADRID:   |    |                    |
|                |    |                    |
| K              | 1  | Rogelio Domínguez  |
| V              | 2  | Marquitos          |
| V              | 3  | José Santamaría    |
| V              | 4  | José María Zárraga |
| V              | 5  | Juan Santisteban   |
| KP             | 6  | Antonio Ruiz       |
| KP             | 7  | Raymond Kopa       |
| KP             | 8  | Enrique Mateos     |
| KP             | 9  | Alfredo Di Stéfano |
| CS             | 10 | Héctor Rial        |
| CS             | 11 | Francisco Gento    |
| Vezetőedző:    |    |                    |
| Luis Carniglia |    |                    |

| STADE DE REIMS: |    |                   |
|                 |    |                   |
| K               | 1  | Dominique Colonna |
| V               | 2  | Bruno Rodzik      |
| V               | 3  | Robert Jonquet    |
| V               | 4  | Raoul Giraudo     |
| V               | 5  | Armand Penverne   |
| KP              | 6  | Michel Leblond    |
| KP              | 7  | Robert Lamartine  |
| KP              | 8  | René Bliard       |
| KP              | 9  | Just Fontaine     |
| CS              | 10 | Roger Piantoni    |
| CS              | 11 | Jean Vincent      |
| Vezetőedző:     |    |                   |
| Albert Batteux  |    |                   |

## Lásd még
- 1958–1959-es bajnokcsapatok Európa-kupája

## Külső hivatkozások
- Az 1958–59-es BEK-szezon mérkőzéseinek adatai az rsssf.com (angolul)
- Az 1959-es BEK-döntő részletes ismertetése (angolul)